# Aristolochia bicolor
Aristolochia bicolor es una especie de planta herbácea perteneciente a la familia Aristolochiaceae.

## Características
Es una planta rastrera, que tiene diminutas hojas en forma de corazón y de color verde oscuro con un soporte largo. Las flores son solitarias de color rojo oscuro, como embudos pequeños y angostos, con un largo soporte.

## Distribución y hábitat
Origen desconocido, presente en clima cálido a los 400 m s. n. m. Asociada a bosque tropical caducifolio.

## Propiedades
Esta planta se emplea en Morelos en casos del estreñimiento, mediante el cocimiento de la raíz administrado por vía oral. Para el dolor de huesos se ocupa la raíz fragmentada y mojada en alcohol caliente, se aplica las veces que sean necesarias en la parte dolorida. Contra la picadura de escorpión se usa el tallo, se puede hacer un cocimiento y tomarlo, o preparar un macerado en alcohol y untarlo en la parte afectada.
En el estado de Guerrero, sólo se le emplea en demandas de atención propias de la mujer, ya sea para detener hemorragias en el postparto, como oxitócico durante el alumbramiento (mezclado con otras especies) o para promover la concepción.

## Taxonomía
Aristolochia bicolor fue descrita por Ule ex Pilg.   y publicado en Verhandlungen des Botanischen Vereins für die Provinz Brandenburg und die Angrenzenden Länder 47: 124. 1905.
Etimología
Aristolochia: nombre genérico que deriva de las palabras griegas aristos ( άριστος ) = "que es útil" y locheia ( λοχεία ) = "nacimiento", por su antiguo uso como ayuda en los partos.  Sin embargo, según Cicerón, la planta lleva el nombre de un tal "Aristolochos", que a partir de un sueño, había aprendido a utilizarla como un antídoto para las mordeduras de serpiente.

La aristoloquia se llamó ansí por parecer que a las mujeres socorría en el parto........La redonda tiene virtud contra todas las otras ponzoñas; mas la luenga resiste el daño de las serpientes y de cualquier veneno mortífero si se bebe una dracma della con vino y se aplica también por de fuera. Bebida con pimienta y con mirra expele el menstruo, las pares y la criatura del vientre; y lo mismo hace metida en la natura de la mujer. Pedacio Dioscórides Anazarbeo, acerca de la Materia Medicinal y de los venenos mortíferos. Andrés Laguna. 1566, Salamanca.

bicolor:, epíteto latino que significa "con dos colores".
Sinonimia
- Aristolochia argentea Ule ex O.C.Schmidt[7]

## Nombre común
- Castellano: Tlacopatli, itamorreal corriente, sacapedo, valeriana, yerba de la ventosidad.